# Superintendência da Zona Franca de Manaus
A Superintendência da Zona Franca de Manaus (Suframa) é uma autarquia vinculada ao Ministério do Desenvolvimento, Indústria, Comércio e Serviços que administra a Zona Franca de Manaus (ZFM) e as isenções tributárias das áreas dos estados de Rondônia, Roraima, Acre e Amapá.
A Suframa tem por responsabilidade a promoção dos três polos da ZFM - comercial, industrial e agropecuário -, além de identificar oportunidades de negócios e investimentos para a região tanto para o Polo Industrial de Manaus quanto para os demais setores econômicos da sua área de atuação.
Com recursos arrecadados com a prestação de serviço das empresas beneficiárias dos incentivos fiscais do modelo ZFM, a Suframa faz parcerias com governos estaduais e municipais, instituições de ensino e pesquisa e cooperativas, financia projetos de apoio à infra-estrutura econômica, produção, turismo, pesquisa & desenvolvimento e de formação de capital intelectual.
Seu foco é a cidade de Manaus, mas sua jurisdição ampara também a Amazônia Ocidental brasileira: Acre, Amazonas, Rondônia e Roraima.

## Histórico
A criação da Suframa partiu de experiências regionais anteriores, como a SPVEA. A partir desta, o Estado brasileiro formulou um plano econômico que viesse a dar mais foco a cidade de Manaus, que após a derrocada da economia da borracha achava-se em um profundo marasmo econômico.
O projeto partiu então da premissa da importância de integração econômica da cidade de Manaus, como polo modelo e com efeito externalizante para a região de entorno. A idealização inicial partiu, no fim da década de 1940, do Deputado Francisco Pereira da Silva, naquela época para ser o "Porto Franco de Manaus".
O projeto do "Porto Franco" foi aprovado pelo Congresso Nacional como lei nº 1.310 em 23 de outubro de 1951, mas ainda carente de regulamentação. O engenheiro e relator Mauricio Jopper, foi quem definiu a criação não de um Porto Franco, mas sim de uma Zona Franca, efetivada pela Lei nº 3.173, de 06 de junho de 1957. Somente foi regulamentada pelo Decreto nº 47.757, de 2 de fevereiro de 1960.
Funcionou em seus primeiros anos de maneira um tanto precária, ocupando somente um galpão, tendo pouca credibilidade e efetividade inicial. Este quadro mudou quando, no mandato do presidente Castelo Branco, a ZFM é totalmente reformulada e passa a ser gerida por um órgão com força de superintendência. Assim, em 28 de fevereiro de 1967, é assinado o Decreto-Lei nº 61.244 no qual a Zona Franca de Manaus foi reformulada, abrangendo um raio de 10.000 km² com centro industrial e outro agropecuário, dotados de condições econômicas que permitissem o desenvolvimento da região, em razão do isolamento econômico a que a Amazônia Ocidental estava sujeita à época. Neste decreto é criada a Superintendência da Zona Franca de Manaus - SUFRAMA, entidade autárquica, com personalidade jurídica e patrimônio próprio, autonomia administrativa e financeira.
Os incentivos fiscais criam então na região vantagens em relação a outros pontos do país, dessa forma novos investimentos são atraídos para a Zona Franca de Manaus. A partir de 1972 começam a ser implantados os primeiros projetos industriais da Zona Franca, o produto era importado acabado e as parte e peças restantes eram montadas por operários amazonenses.
O principal efeito da Suframa foi a reversão do quadro de atraso econômico vivenciado por Manaus, que hoje é um dos dez maiores PIB Brasil, e o Maior da Região Norte.